# Pim van Strien
Pim Johannes Thomas van Strien (Tilburg, 29 april 1977) is een Nederlandse politicus namens de VVD.

## Biografie

### Opleiding en loopbaan
Van Strien volgde tussen 1993 en 1995 onderwijs aan de kostschool Concord College in het Engelse graafschap Shropshire en studeerde vervolgens internationaal recht aan de Universiteit Maastricht. Hij was destijds lid van de studentenvereniging Circumflex en haar dispuut Ambiorix en hij liep stage bij de Verenigde Naties in de staf van secretaris-generaal Kofi Annan.
Hij was van 2003 tot 2006 beleidsmedewerker bij het ministerie van Buitenlandse Zaken. Hierna werkte hij van 2006 tot 2009 als beleidsmedewerker voor de VVD-fractie in de Tweede Kamer en van 2009 tot 2013 als persvoorlichter en lid van verschillende campagneteams van de VVD. Na één jaar bij het voorlichtingsteam van Henk Kamp, de minister van Economische Zaken, te hebben gewerkt werd hij in 2014 zijn eerste woordvoerder. Vier jaar later werd Van Strien afdelingshoofd communicatiestrategie en externe betrekkingen op het ministerie van Economische Zaken en Klimaat.

### Politieke loopbaan
Van Strien was de 31e kandidaat van de VVD bij de Tweede Kamerverkiezingen van 2021. Hij werd verkozen, ontving 463 voorkeurstemmen en werd op 31 maart beëdigd. In zijn portefeuille had hij topsectoren- en industriebeleid, innovatiebeleid en media en cultuur en hij was lid van de vaste commissies voor Buitenlandse Handel en Ontwikkelingssamenwerking (ondervoorzitter), voor Digitale Zaken, voor Economische Zaken en Klimaat en voor Onderwijs, Cultuur en Wetenschap. Daarnaast maakte hij onderdeel uit van de contactgroepen Duitsland, Verenigd Koninkrijk en Verenigde Staten en van de delegatie naar het Benelux-parlement.
In juni 2021, toen tijdens de coronapandemie het aantal besmettingen daalde, riep Van Strien overheden op tot het sneller uitgeven van vergunningen voor festivals en andere culturele activiteiten om zo de geteisterde cultuursector te helpen. In het verlengde daarvan nam hij het kamerbreed overgenomen initiatief voor een garantiefonds ter ondersteuning van de noodlijdende Nationale 5 mei Bevrijdingsfestivals. Ook pleitte hij voor een akkoord om het Nederlandse vestigingsklimaat voor bedrijven te verbeteren. Van Strien bekritiseerde een wetsvoorstel om Nederlandse bedrijven te verplichten internationaal maatschappelijk verantwoord te ondernemen. Op 5 december 2023 nam hij afscheid van de Tweede Kamer.
Na zijn Kamerlidmaatschap was hij een van de initiatiefnemers van 'De Liberale VVD' en sprak hij zich kritisch uit over de samenwerking van de VVD met de PVV.

### Privé
Van Strien heeft een vriendin en twee zonen.